# Fabián Guevara
Fabián Rodrigo Guevara Arredondo (né le 22 juin 1968 à Santiago au Chili), est un joueur de football international chilien, qui évoluait au poste de milieu de terrain.

## Biographie

### Carrière en sélection
Avec l'équipe du Chili, il dispute 20 matchs (pour un but inscrit) entre 1991 et 1995. 
Il figure notamment dans le groupe des sélectionnés lors des Copa América de 1993 et de 1995.

## Palmarès
| Universidad de Chile - Championnat du Chili (1) : - Champion : 1994. |  | Colo-Colo - Championnat du Chili (1) : - Champion : 1996. - Coupe du Chili (1) : - Vainqueur : 1996. |